# ザンジバル

ザンジバル
Zanzibar
زنجبار

地域の標語：不明
地域の歌：神よ、アフリカに祝福を

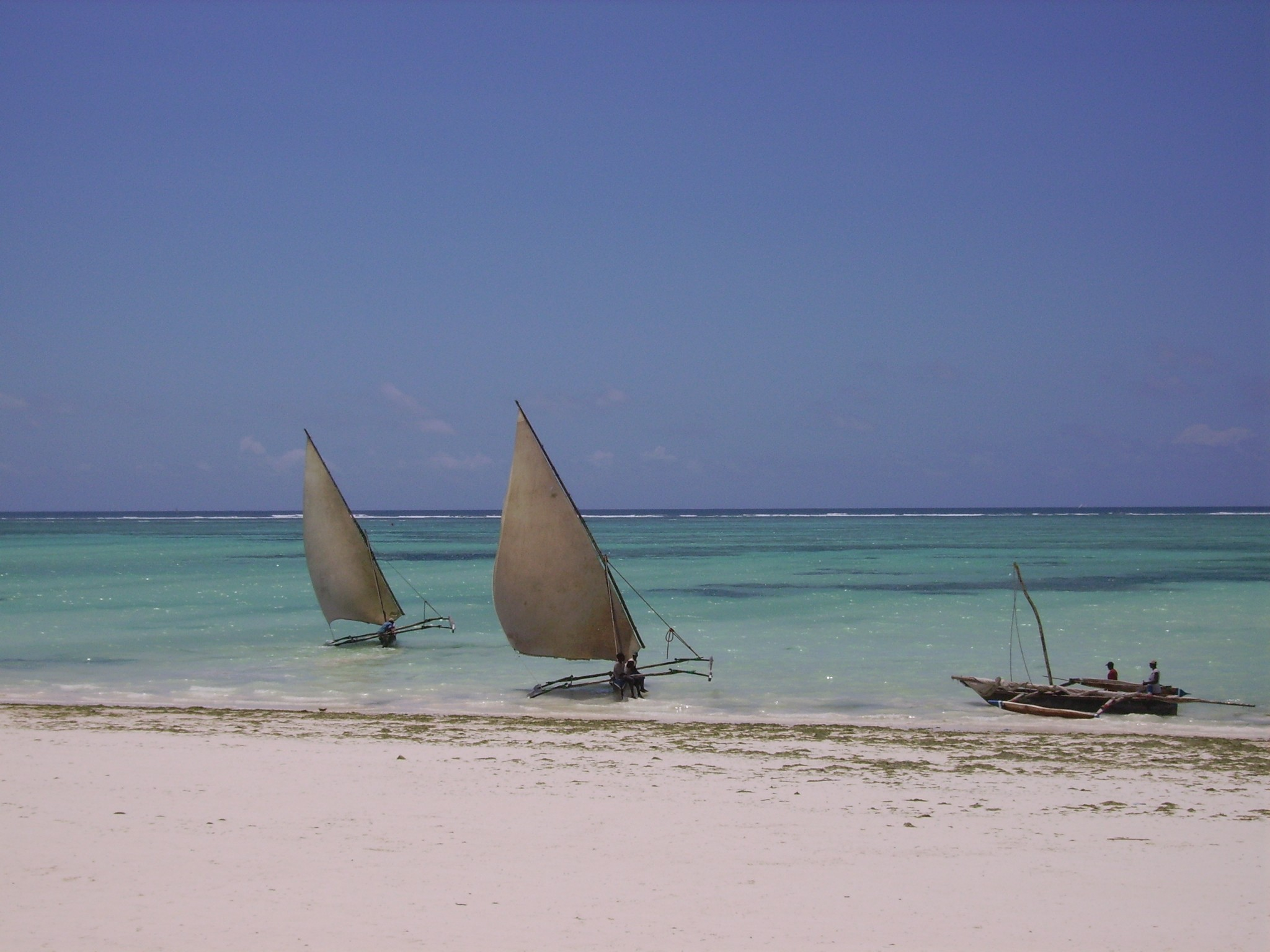
ザンジバルの浜辺。

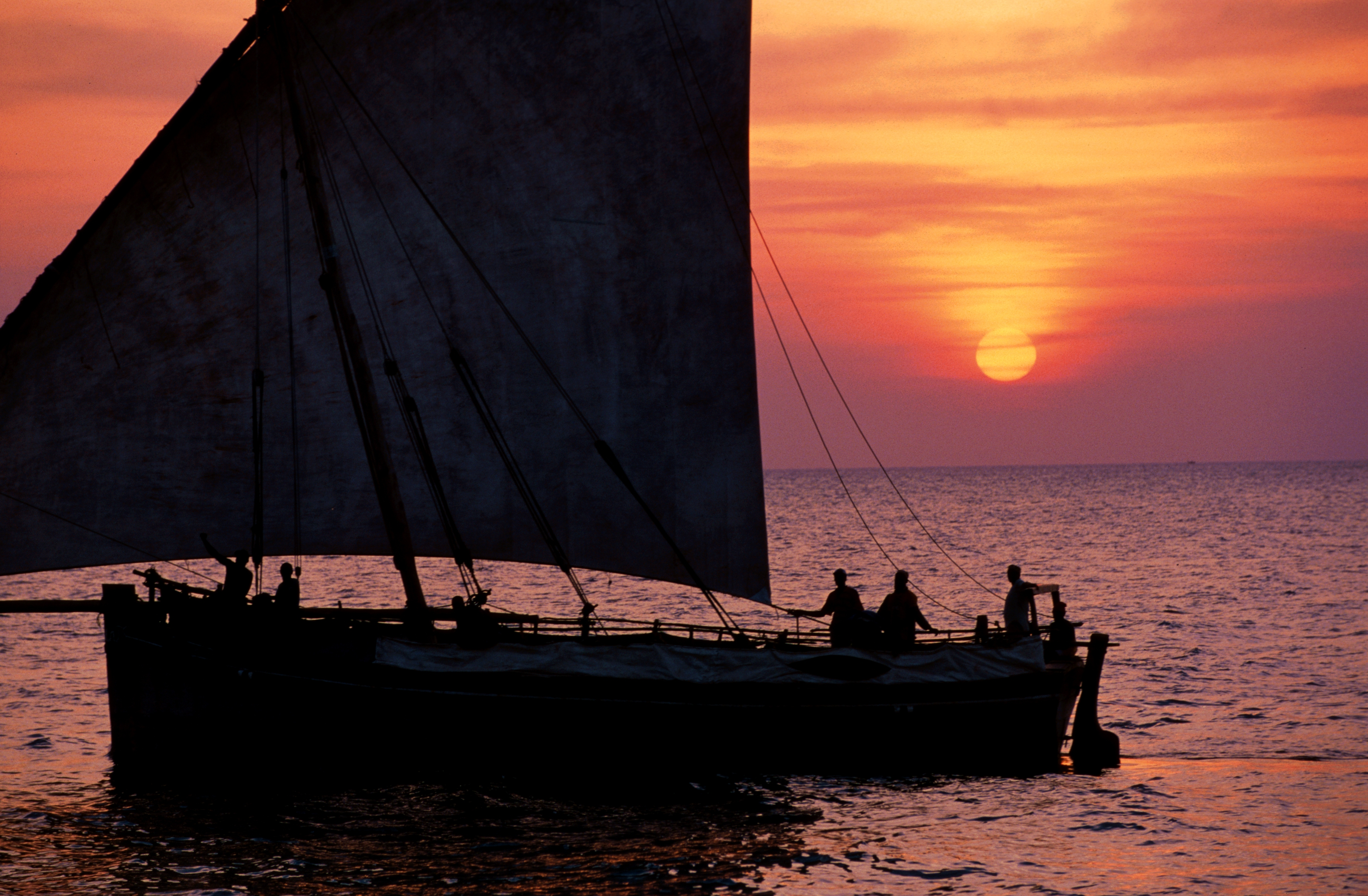
ザンジバルのダウ船。

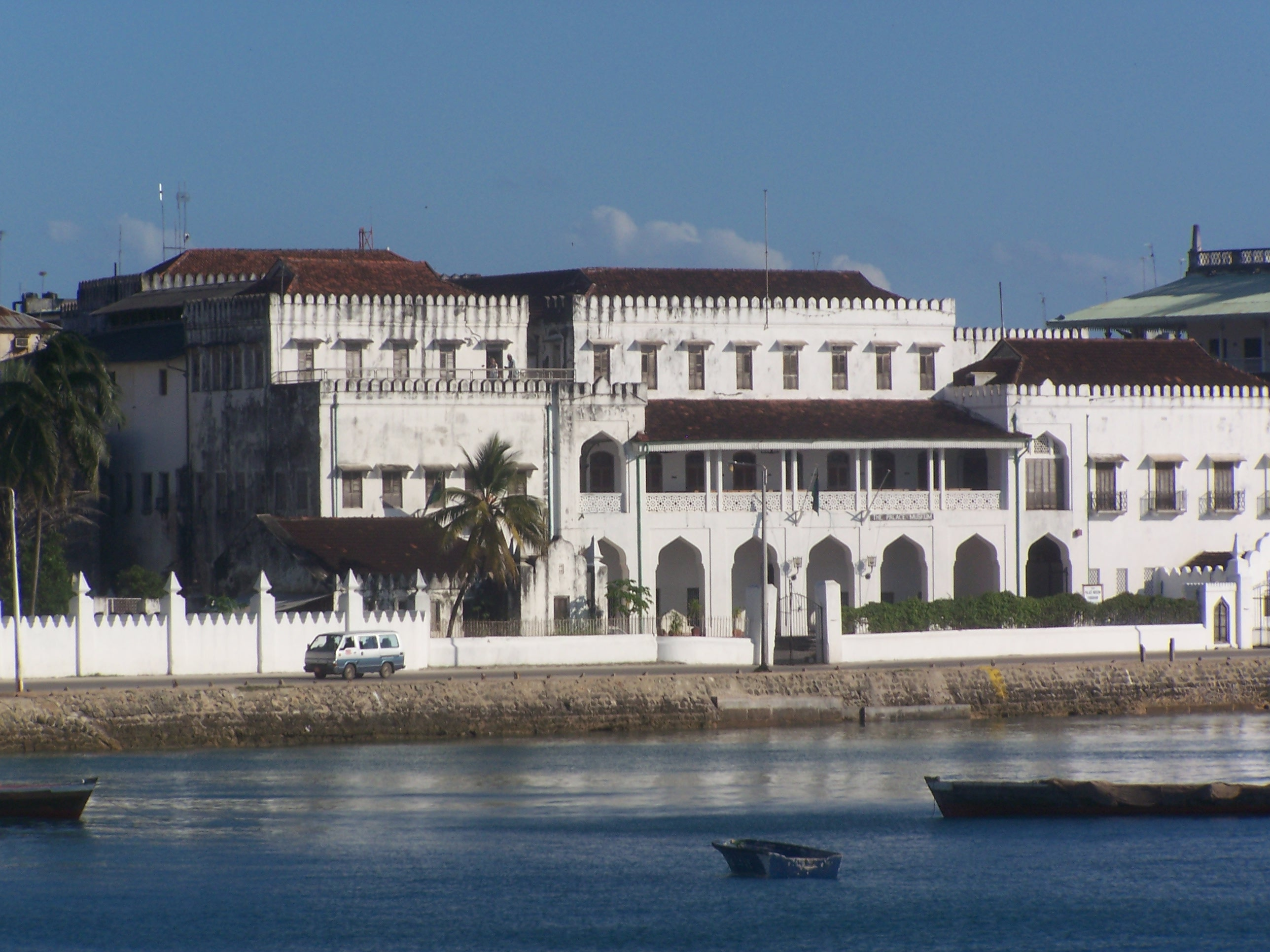
ザンジバル島のストーン・タウンは2000年にUNESCOの文化遺産に登録された。

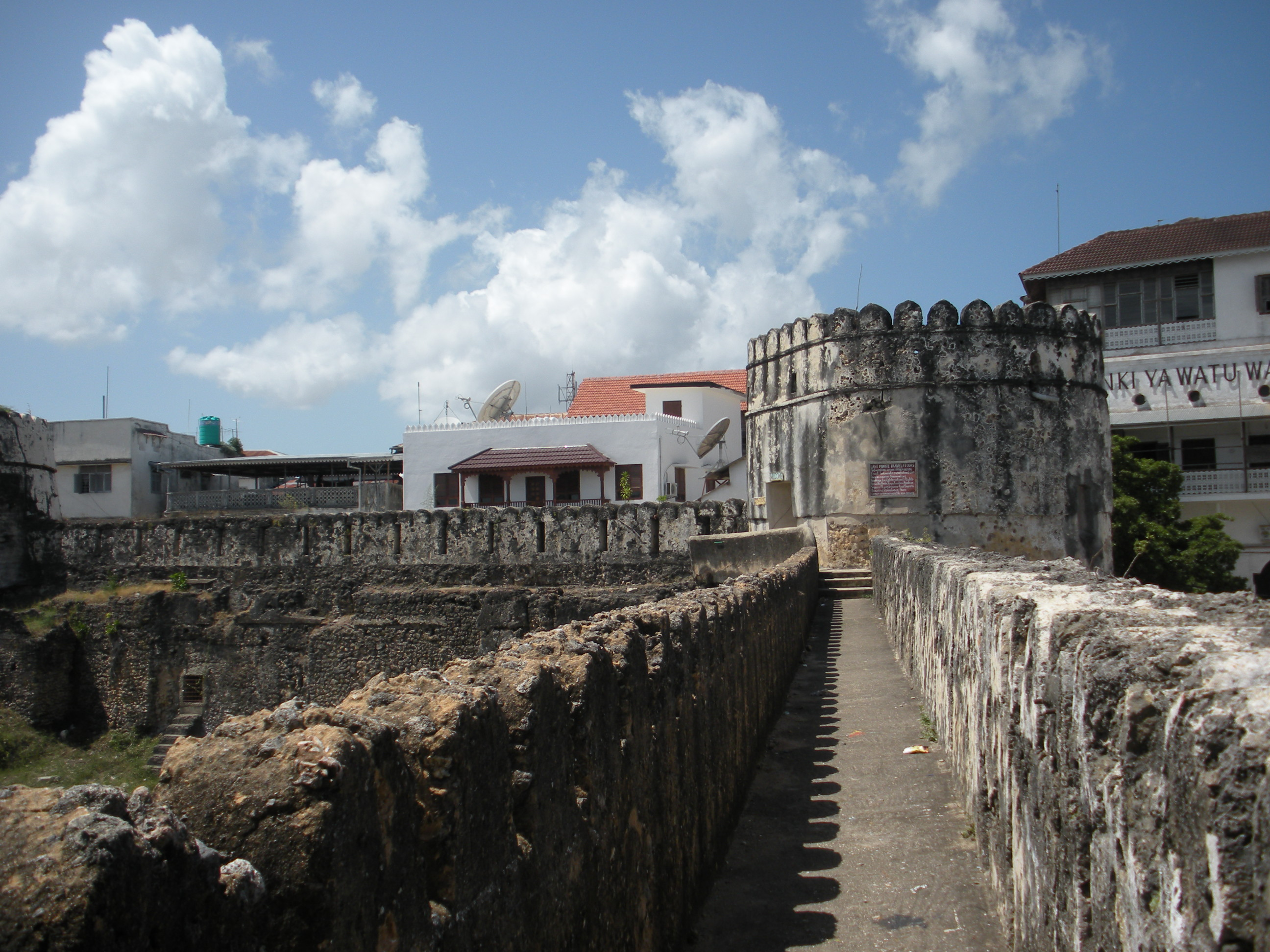
ザンジバルの古城。

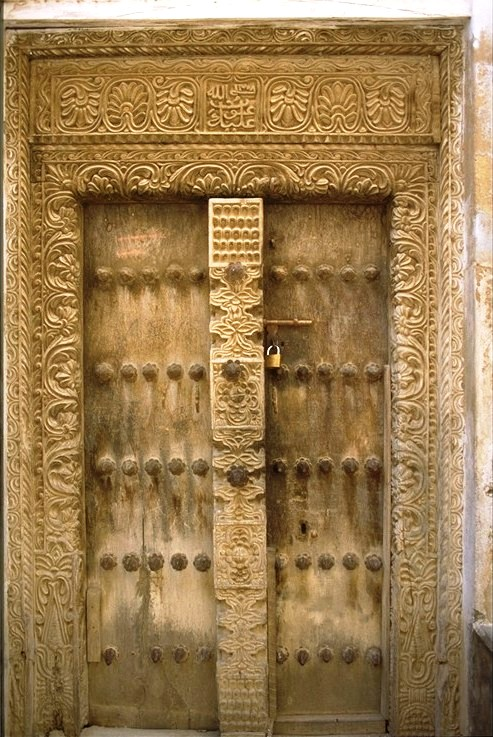
ストーンタウンの家屋の扉。ザンジバルにはこのようなザンジバルドアが取り付けられた建築物が多数存在する。

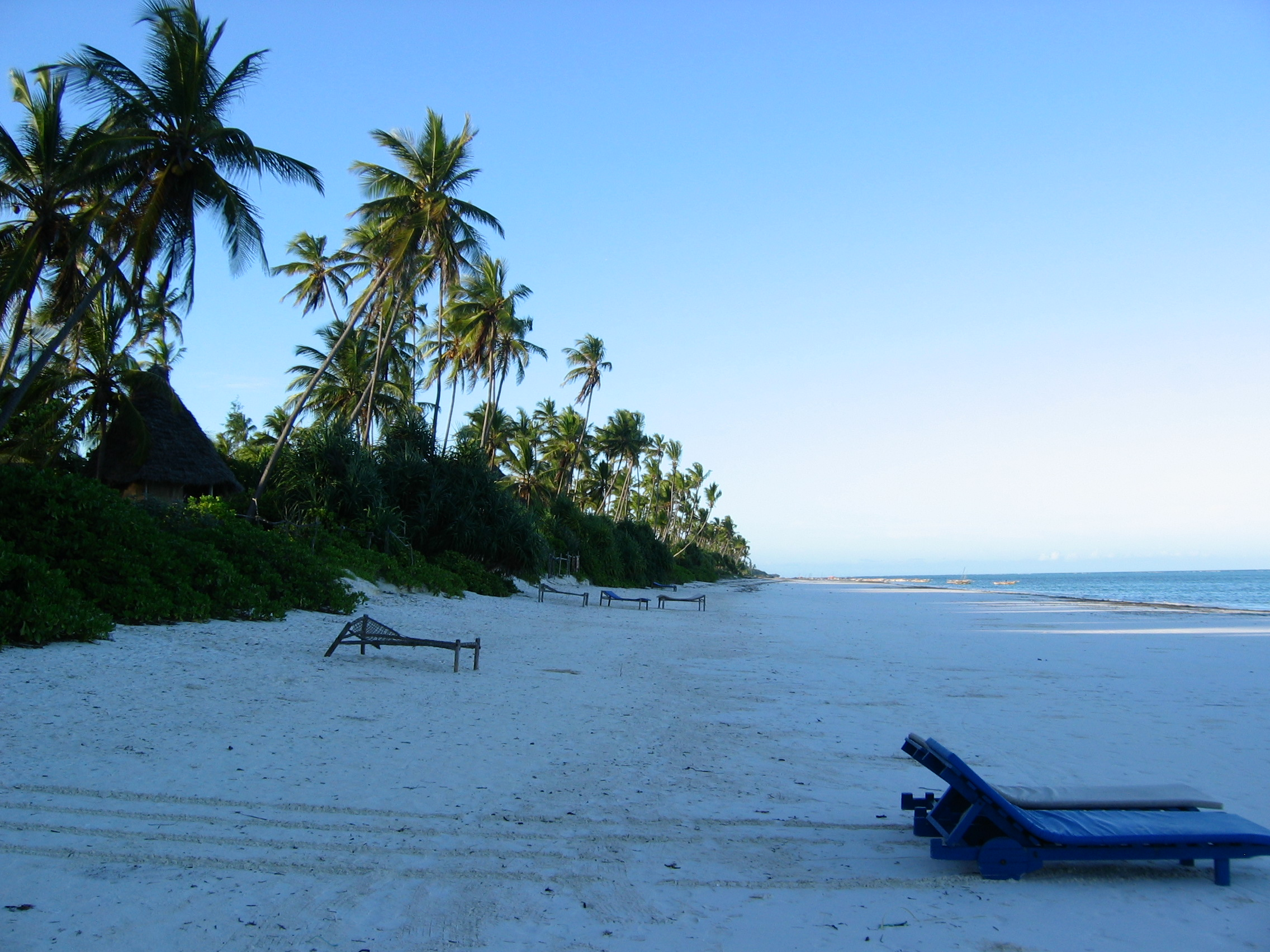
ザンジバル東岸の浜辺。

ザンジバル（英語: Zanzibar、スワヒリ語: Zanzibar）は、アフリカ東海岸のインド洋上にあるザンジバル諸島の地域名である。現在はタンザニア連合共和国に属する。人口は約107万人（2004年度）。1963年12月のザンジバル王国のイギリスからの独立と、翌1964年1月のザンジバル革命を経て同年4月にタンザニアに合流した後、アフリカ本土のタンガニーカから強い自治権を確保したザンジバル革命政府によって統治されている。
白い珊瑚礁とアラブやスワヒリ、ヨーロッパの石造建築遺跡が多数残る。かつては奴隷貿易、香辛料貿易、象牙貿易の拠点でもあった。2000年にザンジバル島のストーン・タウンが国際連合教育科学文化機関（UNESCO）の世界遺産（文化遺産）に登録された。現在は夕陽の名所として有名になっている。

## 歴史
1499年にポルトガルの航海者ヴァスコ・ダ・ガマがインドからの帰路にザンジバルを訪れた後、16世紀初頭にキルワやマリンディなどのスワヒリ諸都市と同様にザンジバルもポルトガルによって征服され、ポルトガル人が入植した。しかし、ポルトガル人は1698年にオマーン人によって追い出された。以後オマーン出身のアラブ人が象牙や奴隷の売買を始め、更に1832年にオマーンのスルターン、サイイド・サイードがザンジバルに王宮ストーン・タウンを建設し、以後オマーン帝国の本拠地となった。1856年にサイイド・サイード王が死去するとマージド・ビン・サイードがザンジバル独自のスルターンに即位し、オマーン本土と分離した独立国であるザンジバル・スルタン国が成立した。1870年にマジド王の後を弟のバルガシュ・ビン・サイードが襲った後、ティップー・ティプをはじめとするザンジバルのイスラーム商人は奴隷を求めてアフリカ大陸東岸から内陸部のタンガニーカ湖周辺まで勢力を拡大し、この奴隷貿易によって現在のタンザニア、ケニア、コンゴ民主共和国東部などアフリカ大陸内陸部のスワヒリ語化の基礎を築いた。
19世紀末のヨーロッパ列強によるアフリカ分割の中でザンジバルの領土はドイツ帝国とイギリスによって分割され、1890年のヘルゴランド＝ザンジバル条約によってイギリスの保護領となった。更に1896年、当時のスルターンの甥ハーリド・ビン・バルガシュが王位を簒奪、英国の退位要求を拒否したが、駐留していたイギリス艦隊の艦砲射撃により、わずか37分23秒で宮殿は破壊され、ハリドは対岸のドイツ領タンガニーカに亡命した。このイギリス・ザンジバル戦争は「史上もっとも短時間の戦争」としてギネスブックに掲載されている。戦争後、翌1897年に奴隷制度が廃止された。
1963年12月10日にザンジバルはブーサイード家の国王を戴いたまま、イギリス連邦の一員たるザンジバル王国として独立したが、翌1964年1月12日にアラブ系スルターンの長年の支配に不満をもっていたアフリカ人がクーデターを起こし、アラブ人とインド人が排斥される流血の中でザンジバル人民共和国が樹立された（ザンジバル革命）。東西冷戦の文脈の中での紆余曲折の後、同年4月に西側諸国の支持を得て、ジュリウス・ニエレレ大統領率いる大陸部のタンガニーカと合併してタンガニーカ・ザンジバル連合共和国を結成し、現在のタンザニア連合共和国が成立した。
以上の歴史的背景により、タンザニアの大陸側からザンジバル島に入るためには、出入国手続きが必要となっている。

## 政治
ザンジバルには大陸部から独立して広範囲な自治権が認められており、独自の自治政府であるザンジバル革命政府が組織されている。ザンジバル革命政府大統領は、連合共和国第一副大統領を兼任することになっている。現在のザンジバル革命政府大統領は、2020年11月2日に就任した、タンザニア革命党（CCM）のフセイン・ムウィニーである。
タンガニーカ同様、ザンジバルでも圧倒的な力を持つ政党は、かつて一党制を敷いていたCCMである。しかしザンジバルを支持基盤とする市民統一戦線（CUF）は、連合共和国議会やザンジバル議会において常に議席を獲得し、CCMに対抗する数少ない有力野党の1つとなっている。
2010年7月31日、新憲法が住民投票で3分2の多数で承認された。新憲法は、自治政府を複数政党で構成すること、自治政府副大統領は自治議会第一・第二政党が1人ずつ選出すること、自治政府閣僚も議席に応じて配分することを義務づけている。10月に、自治政府大統領・自治議会選挙が行われる。この新憲法のための住民投票は、大陸部で支配力を持つCCMと地方政党の野党市民統一戦線（CUF）が交渉して決めたものである。

## 地方行政区分
ザンジバル革命政府の統治下にはタンザニアの地方行政区分全30州の内、5州が存在する。
- ウングジャ島（ザンジバル島）
  - ザンジバル北部州
  - ザンジバル都市部・西部州
  - ザンジバル中部・南部州
- ペンバ島
  - ペンバ北部州
  - ペンバ南部州

## 地理
ザンジバル諸島はウングジャ島（ザンジバル島）とペンバ島の二つの主要な島と、ザンジバル革命政府の行政権の及ばないマフィア島などの周辺の小さな島々から構成されている。

## 交通手段
- ダルエスサラームより船が出ている。
- ダルエスサラームなど、各地からザンジバルへの航空便も出ている。
- アビード・アマニ・カルーム国際空港

## 文化
ザンジバルには、ザンジバル料理やタアラブ音楽などの文化が存在する。

### 建築
ザンジバルの建築には独特の彫刻が施された木彫の扉（ザンジバルドア）が存在する。現存するザンジバル最古のザンジバルドアは1700年-1701年（ヒジュラ暦1112年）に製作されたものであり、19世紀のサイイド・サイード王による王宮建設以後、貴族や商人をパトロンに扉製作の文化が栄え、オマーンの影響を受けたアラブ様式の扉が製作されるようになった。1870年に即位したバルガシュ・ビン・サイード王が1883年にインド人の職人に迎賓館の扉の製作を発注したことを契機にインド様式の扉が製作されるようになり、インドのグジャラート地方の扉製作技術が伝わった。
1964年のザンジバル革命によってそれまでザンジバルドアのパトロンだった富裕なアラブ貴族やインド商人が大量に殺害され、或いはザンジバルから亡命した後、ザンジバルドアの製作技術の継承は廃れたが、1979年に政府がダルエスサラームに移住していたアラブ様式の扉職人のマアリム・ヤハヤ（Maalim Yahya）をミクングニ技術中等学校（Mikunguni Technical Secondary School）の教師として呼び戻し、また、農村部に伝えられていたアラブ様式、インド様式以前のシャンバ様式の職人の伝統が革命後も生き残っていたこともあって、1980年代よりアラブ、インド、シャンバの各様式を折衷した扉製作の技術が徐々に復興されつつある。
2009年時点では、扉製作の技術を教授しているのは公立のミクングニ技術中等学校（Mikunguni Technical Secondary School）のみだが、ザンジバルの人々はそれぞれの趣向に応じてザンジバルドアを買い求めている。

### スポーツ
ザンジバル国内でも他のアフリカ諸国同様に、サッカーが圧倒的に1番人気のスポーツとなっている。1981年にはサッカーリーグのザンジバル・プレミアリーグが創設されている。ザンジバルサッカー協会によって構成されるサッカーザンジバル代表は、ザンジバルシティにあるアマーン・スタジアムをホームスタジアムとしている。なお、国際サッカー連盟（FIFA）には加盟していない。

## 著名な出身者
- シティ・ビンティ・サアド - タアラブの歌手
- フレディ・マーキュリー - イギリスのロックバンド、クイーンのボーカリスト
- アブドゥルラザク・グルナ - 小説家。英語で執筆。